# Otanj
Otanj (Servisch cyrillisch Отањ) is een plaats in de Servische gemeente Požega. De plaats telt 412 inwoners (2002).